# In a World Gone Mad
In a World Gone Mad è una canzone dei Beastie Boys.

## La canzone
Disponibile sul sito dei Beastie Boys a partire dal marzo del 2003, questo brano, uscito in EP, costituisce il ritorno del trio di New York sulle scene dopo un'assenza di quasi cinque anni (Hello Nasty, 1998). Lo stile è tipico dei Beastie Boys: hip hop vecchia scuola, i tre rapper che si alternano nel cantare, ed una base molto particolare, che richiama all'ultimo album Hello Nasty.

## Il testo
Questo brano è stato accolto con grande entusiasmo, ed ha lasciato di stucco molti fans per la violenza delle parole con cui i Beastie Boys attaccano il presidente statunitense George W. Bush e Saddam Hussein per la guerra in Iraq, scoppiata proprio in quell'anno: nel brano i tre newyorkesi si schierano quindi contro la guerra e contro ogni tipo di ostilità.